# Alberto Prunetti
Alberto Prunetti (n. Piombino, Italia, 1973) es un escritor y traductor italiano.

## Biografía
Natural de la provincia de Grosseto, ha publicado las novelas Potassa (2003), l fioraio di Perón (2009), Amianto. Una historia de clase obrera (2012) (finalista del Premio Pozzale Luigi Russo, finalista del Premio  Chianti de narrativa, premio especial del jurado Grotte della Gurfa y premio escritor toscano del año 2013) y 108 metri. The new working class hero (2018) (Premio Ultimate Frontier, y finalista del premio Biella Letteratura e Industria en 2019).
Ha traducido al italiano la obra de autores como Evaristo Carriego, Roberto Arlt, Osvaldo Bayer, Angela Davis, David Graeber y John Sinclair.
Forma parte de las editoriales de revistas como Carmilla online (dirigida por Valerio Evangelisti), New Literary Magazine (fundada por Stefano Tassinari), Cultural Work y Jacobin Italia (edición italiana de la revista homónima estadounidense).
Publica habitualmente en diarios y revistas como La Repubblica, Il manifesto, Il Reportage o Left.
Desde 2018 dirige la serie Working Class para Edizioni Alegre.
Su obra está traducida o en curso de traducción a francés, español, catalán, griego e inglés.

## Obras

### En italiano

#### Novelas
- 2003: Potassa, Stampa Alternativa.
- 2009: Il fioraio di Perón, Stampa Alternativa I.
- 2012: Amianto, una storia operaia, Agenzia X.
- 2014: Amianto, una storia operaia, reimpresión Edizioni Alegre.
- 2015: PCSP (piccola controstoria popolare), Edizioni Alegre.
- 2018: 108 metri. The new working class hero, Laterza.
- 2020: Nel girone dei bestemmiatori. Una commedia operaia, Laterza

#### Cuentos en antologías
- 2005: L'arte della fuga, Stampa Alternativa.
- 2011: Sorci verdi, Edizioni Alegre.

### En español
- 2020: Amianto, Editorial Hoja de Lata. ISBN 978-84-16537-59-4.
- 2021: 108 metros. The new working class hero, Editorial Hoja de Lata. ISBN 978-84-16537-84-6
- 2022: El círculo de los blasfemos. Una comedia obrera, Editorial Hoja de Lata. ISBN 978-84-18918-07-0